# IChat
iChat (trước đây là iChat AV) là một ứng dụng nhắn tin tức thời đã ngừng phát triển được Apple Inc. phát triển cho hệ điều hành Mac OS X.
Trong OS X 10.8 Mountain Lion, iChat đã được thay thế bằng Messages để trò chuyện và FaceTime để gọi video.

## Các giao thức được hỗ trợ
Hỗ trợ AIM của iChat được AOL hoàn toàn chứng thực và sử dụng triển khai chính thức của giao thức AIM OSCAR. Sử dụng một luồng vận tải XMPP,  iChat có thể đóng vai trò là máy khách cho AOL Instant Messenger, Yahoo! Messenger, MobileMe, ICQ và XMPP. iChat cũng có thể tích hợp danh bạ Google Talk vào ngăn XMPP.